# Ralf-René Maué
Ralf-René Maué ist ein Komponist, Texter und Schallplattenproduzent.
Maué ist sowohl durch Arbeiten für internationale als auch nationale Künstler bekannt geworden. Zu diesen zählen: The London Boys, Samantha Fox, Sinitta, Johnny Logan, Doro Pesch, Roger Cicero, DJ Ötzi, Vicky Leandros, Mary Roos, Kristina Bach, Simone, China, Truck Stop, Ted Herold, Anna Maria Kaufmann, Warlock u. a.
Sein erfolgreichstes Projekt war das britische Pop-Duo London Boys.
Für sie schrieb und produzierte er sämtliche Songs und verkaufte mit ihnen 4,5 Millionen Tonträger weltweit.